# Kjerstin Dellert
Kjerstin Häggbom Dellert, född 4 november 1925 i Katarina församling i Stockholm, död 5 mars 2018 i Solna, var en svensk operasångerska (sopran), som även grundade och var chef för Ulriksdals slottsteater (Confidencen).

## Biografi

### Privatliv
Dellert var dotter till grosshandlaren Oscar Dellert (1896–1990) och Elisabet, född Blomqvist (omgift Askell; 1897–1995). Hon studerade vid Franska skolan i Stockholm. Dellert var mellan 1947 och 1966 gift med disponenten Carl-Olof Bergh (1923–2007), med vilken hon fick sitt enda barn, sonen Thotte Dellert. Från 1968 var hon gift med Nils-Åke Häggbom.

### Karriär
Dellert debuterade som vokalist när hon med Someone to Watch Over Me vann en radiotävling hos Arthur Godfrey i New York 1948. Som operasångerska debuterade hon på Stora teatern i Göteborg i operetten Sköna Helena 1951 men ville till Operan i Stockholm trots lägre lön där. Debuten där kom 1952 som Musetta i La Bohème. Efter några operettroller gick hon från och med 1954 över till det lyrisk-dramatiska facket med Carmen, Verdis Leonora i Trubaduren och Amelia i Maskeradbalen Från 1961 och framåt sjöng hon mest karaktärsroller, bland annat Florence Pike i Albert Herring 1972.
Bland hennes övriga roller kan uppmärksammas Tosca, Marie i Wozzeck och dubbelrollen Daisy Doody/La Garçonne i Karl-Birger Blomdahls/Harry Martinsons/Erik Lindegrens opera Aniara 1959. Hon pensionerades från Operan 1979.
Hon har även varit känd som initiativtagare och producent för några galaföreställningar med anledning av särskilda firanden, såsom det av riksdagen finansierade och stjärnspäckade divertissemanget som 1976 gavs på Operan inför kung Carl Gustafs och drottning Silvias bröllop (där bland annat Abba för första gången i Sverige framförde Dancing Queen och Dellert framförde O, min Carl Gustaf) och den egna likaså stjärnspäckade 50-årsshowen på Södra teatern föregående höst.
Dellert deltog i Melodifestivalen 1972 och tävlade med låten Kärlek behöver inga ord; i finalen fick hon 10 poäng och hamnade på en fjärdeplats. Hon medverkade även 2008 i SVT:s Stjärnorna på slottet och ansvarade där för den femte och sista dagen.
Hon grundade 1981 Confidencen, Ulriksdals Slottsteater, vars chef hon har varit sedan dess. När hon 2015 fyllde 90 intervjuades hon lite motvilligt i tv om åldrandet och spelade in en svensk version av My Way som först skrivits till hennes 50-årsdag.
Dellert avled den 5 mars 2018 i sitt hem efter en tids sjukdom.

## Priser och utmärkelser

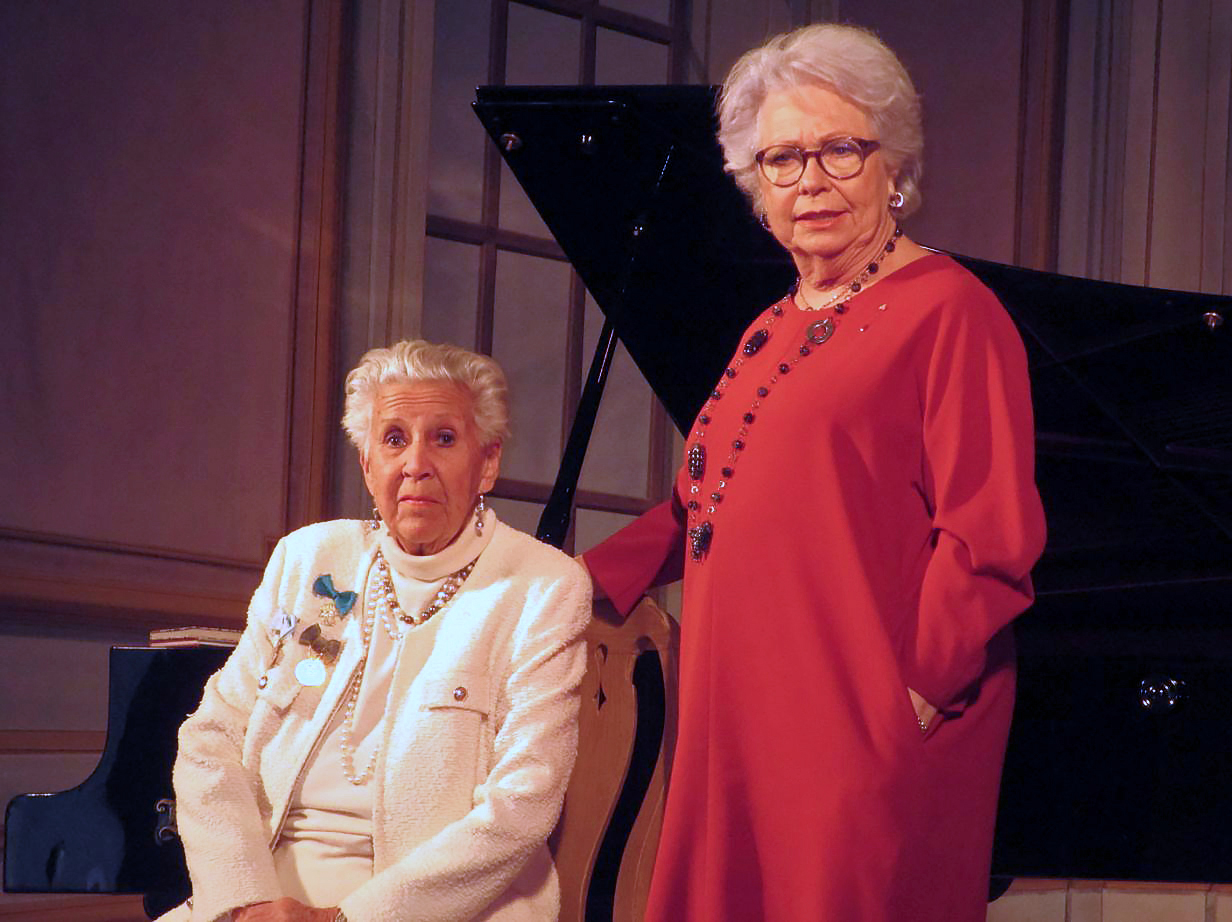
Dellert och prinsessan Christina vid slottsteaterns 40-årsjubileum 2016.

- 1976 – H.M. Konungens medalj, 8:e storleken i Serafimerordens band
- 1982 – Medaljen för tonkonstens främjande
- 1988 – Natur & Kulturs kulturpris
- 1991 – Alf Henrikson-priset[11]
- 1994 – Illis Quorum
- 2000 – Stockholms stads Bellmanpris
- 2017 – Kungl. Patriotiska sällskapets medalj för Sveriges kulturarv - "Kulturarvsmedaljen"[12]

## Diskografi (i urval)
- Kjerstin Dellert – Del 3 av 3: Populärplattan. 1951–1977. Fischer. Distr. EMI. Svensk mediedatabas.
- Kjerstin Dellert – Del 1 av 3: Operaskivan. 1952–1979. Fischer 101. Distr. EMI.
- Kjerstin Dellert. En prima primadonna. Great Swedish Singers. Bluebell ABCD 083.
- Jussi Björling sings Puccini. Ur La Bohème, (Malmö 1957) och Tosca, (Stockholm 1959). Bluebell ABCD 078. Svensk mediedatabas.
- Carl Gustaf – skillingtryck och gamla kända visor. Polar POLS 283. Svensk mediedatabas.
- Primadonna. Kjerstin Dellert, Zarah Leander, Git Gay. Aubergine Records ABLP-501. Svensk mediedatabas.
- Helmwige i Richard Wagners Valkyrian. Med Birgit Nilsson med flera Kungliga hovkapellet. Dirigent Sixten Ehrling. Caprice CAP 21765. (3 cd). Svensk mediedatabas.
- Saint-Saëns, Simson och Delila; Berlioz, Trojanerna. Royal Swedish Opera Archives, del 3. Kungliga Hovkapellet. Dirigent Herbert Sandberg. Caprice CAP 22054. (2 cd). Svensk mediedatabas.
- Wagner at the Royal Swedish Opera 1955–1959. Royal Swedish Opera Archives, del 7. Kungliga hovkapellet. Dirigent Sixten Ehrling. Caprice CAP 22062. (2 cd). Svensk mediedatabas.

## Filmografi

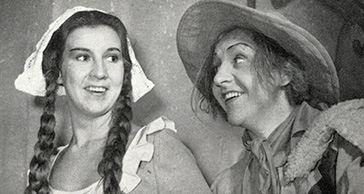
Kjerstin Dellert med Rutger Nygren i Boccaccio på Stora Teatern, Göteborg 1951.

- 1949 – Med flyg till sjunde himlen
- 1950 – Askungen (röst)
- 1952 – Möte med livet
- 1958 – Läderlappen
- 1959 – Pajazzo
- 1960 – Carmen
- 1966 – Syskonbädd 1782
- 1972 – Tintin i hajsjön
- 1973 – Någonstans i Sverige (TV-serie)
- 1973 – Snövit och de sju små dvärgarna (röst)
- 1974 – Domaren
- 1975 – Tjocka släkten (TV-serie)
- 1977 – Elvis! Elvis!
- 1978 – En vandring i solen
- 1979 – Fata Morgana
- 1981 – Nu smurfar vi igen! (röst)
- 1983 – Katy (röst)
- 1985 – Den politiske kannstöparen
- 2008 – Stjärnorna på slottet (TV-serie)

## Källor

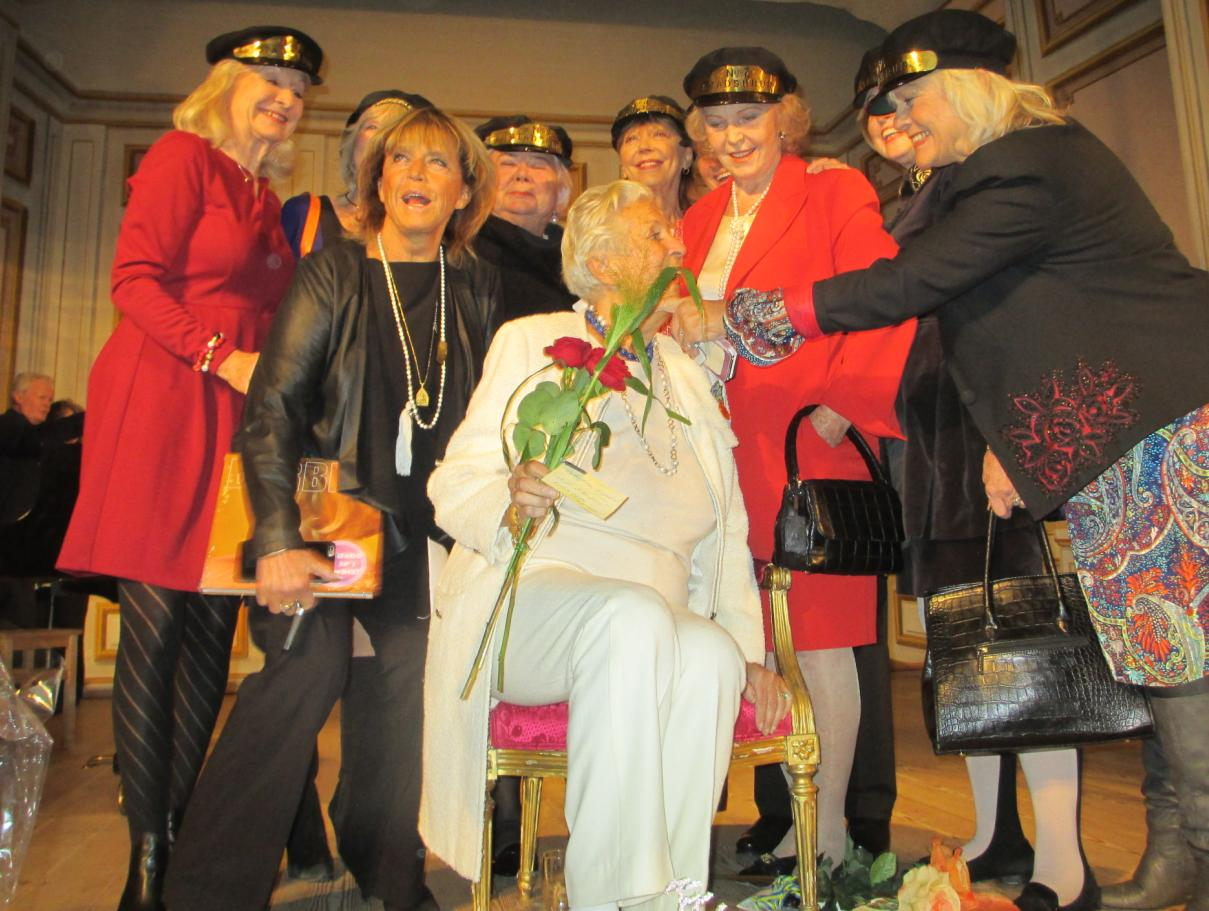
På 90-årsdagen 2015 uppvaktades Dellert av ett flertal medlemmar i Stadsbrudskåren.

## Teaterroller
| År   | Roll          | Produktion                                                       | Regi       | Teater                         |
| ---- | ------------- | ---------------------------------------------------------------- | ---------- | ------------------------------ |
| 1963 | Fru Corrumpus | Lås in Era döttrar Laurie Johnson, Lionel Bart och Bernard Miles | Ivo Cramér | Oscarsteatern                  |
| 1974 |               | Mina sånger de ska leva Mikis Theodorakis                        | Pi Lind    | Nya Komediteatern/ Riksteatern |